# Monasterio de Mesić

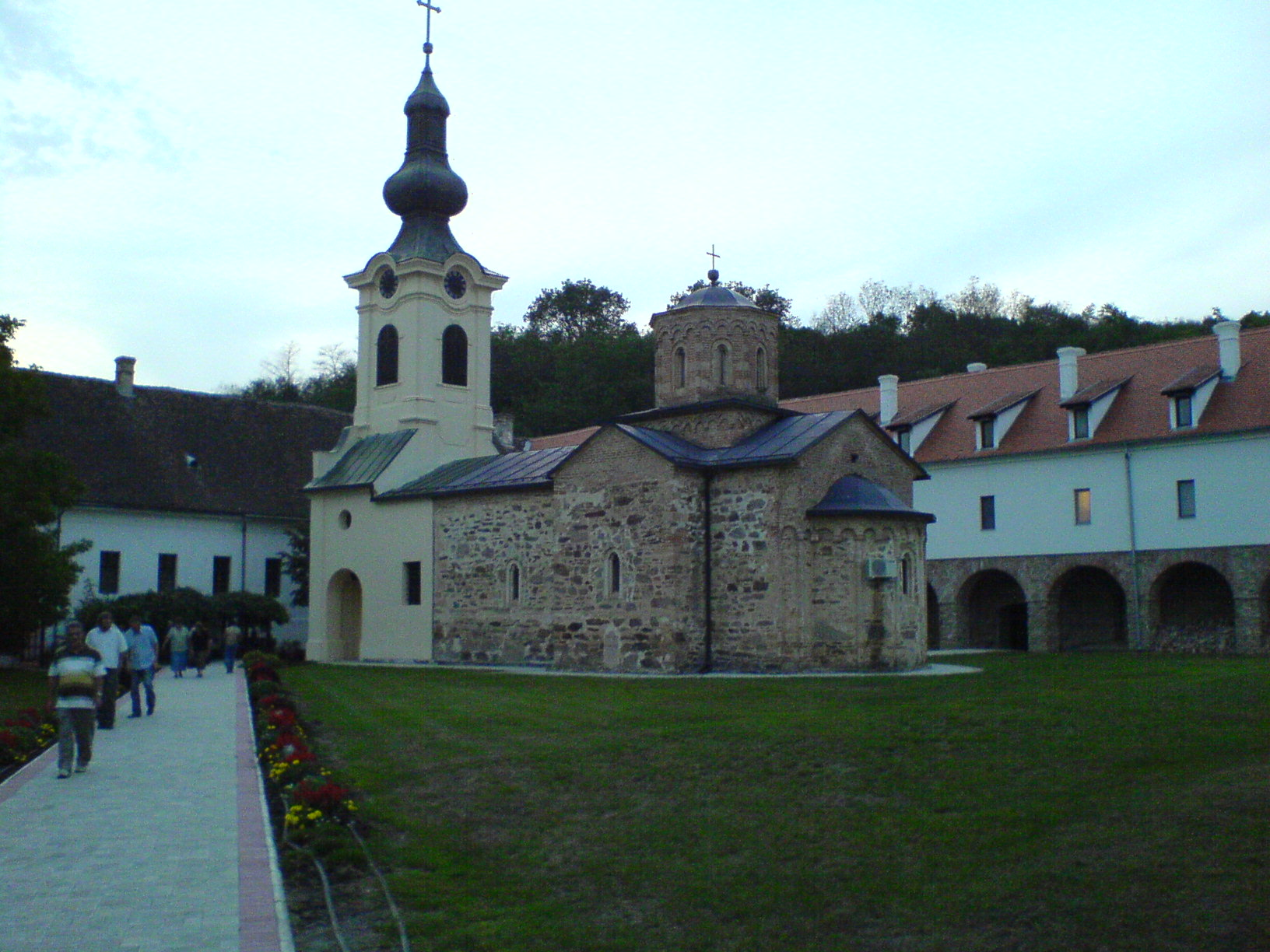
Imagen del monasterio.

El Monasterio de Mesić (en serbio cirilizado: Манастир Месић; en serbio latinizado: Manastir Mesić; en rumano: Manastirea Mesici) es un monasterio ortodoxo serbio en el pueblo homónimo, en el municipio de Vršac, en la región del Banato, en Serbia. Su fundación data del siglo XV, si bien su actual aspecto arquitectónico pertenece más característicamente al siglo XVIII. Está catalogado como Monumento cultural de excepcional importancia  desde 1990.